# 新加坡—智利關係
新加坡－智利關係（西班牙語：Relaciones Singapur-Chile）是新加坡共和国和智利共和国的雙邊關係关系。智利在新加坡设有大使馆，而新加坡則在智利首都聖地牙哥設立名誉领事馆，两国都是亚太经济合作组织成员国，也是跨太平洋伙伴关系协定的主要签署国。

## 歷史
新加坡被馬來西亞逐出聯邦後，新加坡即與智利有非正式的往來，直到1979年6月8日两国建交。
2002年，在墨西哥洛斯卡沃斯舉行的第10次APEC領導人會議期間，時任新加坡總理吳作棟、智利總統里卡多·拉戈斯·埃斯科瓦尔以及紐西蘭總理海倫·克拉克開始就亞太自由贸易區問題進行談判，文萊於2005年4月加入談判並最終簽署協議。2005年7月，智利、紐西蘭、新加坡和汶萊四國簽訂了「跨太平洋戰略經濟夥伴關係協議」。由於該協議的初始成員國為四個，故又稱為「P4協議」。兩國之間的商業關係不斷加深，兩國也簽訂了勞工和環境合作備忘錄。新加坡亦規定智利產品在自貿協定生效之日起可以得到稅收減免。
2020年6月12日，新加坡贸易和工业部部长陈振声通过视讯会议，与新西兰贸易及出口增长部长戴維·帕克、智利外交部长特奧多羅·里韋拉·紐曼以电子方式签署了数码经济伙伴关系协议。陳振聲表示，三國簽訂的数码经济伙伴关系协议等协定將至关重要，並可以协助企业进行无缝交易。新加坡将「继续与智利和紐西蘭，以及其他志同道合的合作伙伴紧密合作，加强数码联通，以便新加坡企业能更好地把握数码经济带来的机会。」

## 高層訪問

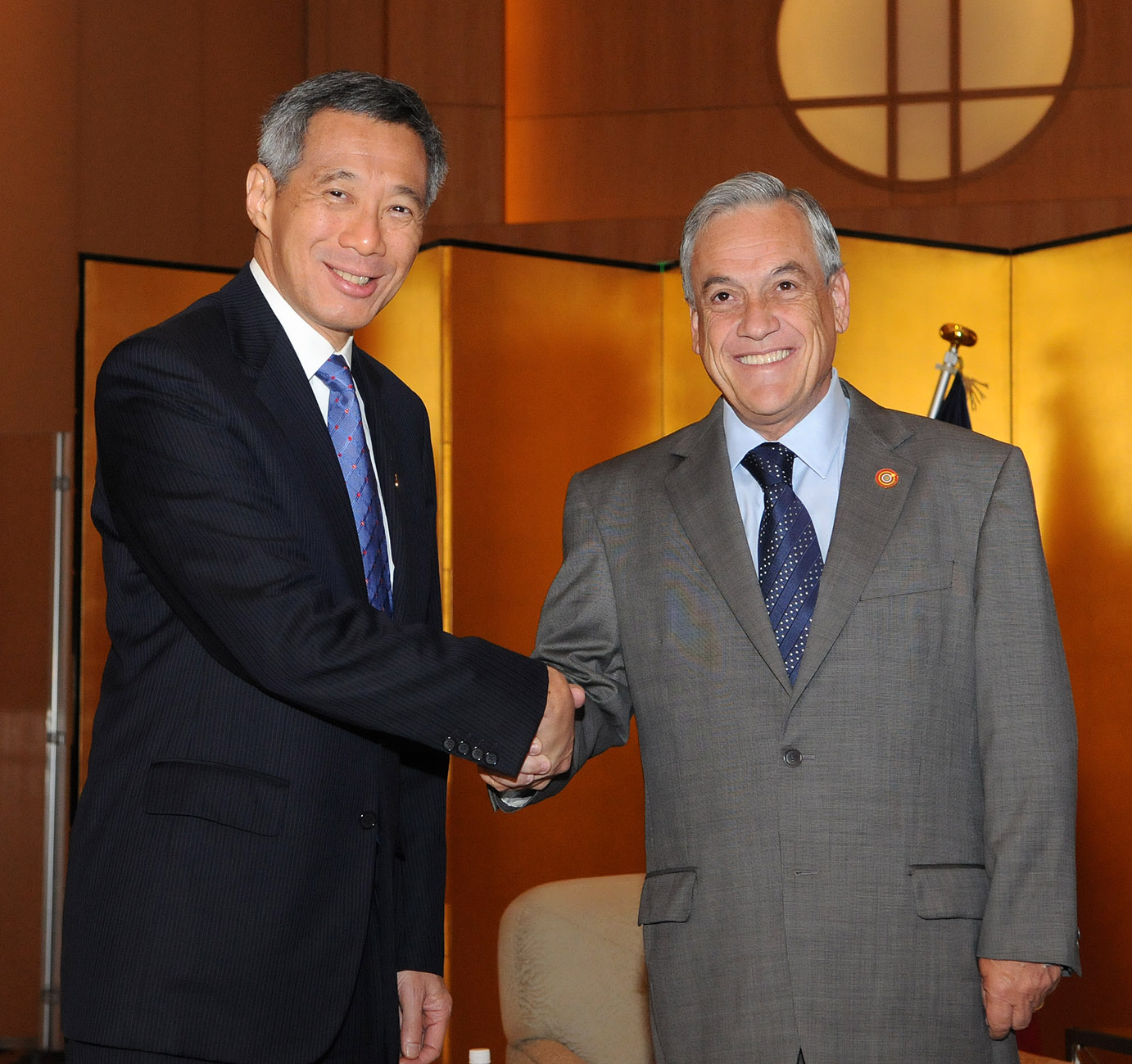
新加坡總理李顯龍会见智利总统塞巴斯蒂安·皮涅拉

2008年11月，新加坡總理李顯龍對智利進行了正式訪問。智利總統蜜雪兒·巴舍萊亦於2009年11月訪問了新加坡並參加了亞太經合組織首腦會議。在訪問期間，巴舍萊與總理李顯龍舉行了雙邊會議，兩國領導人亦就在11月在聖地亞哥簽署的教育協議、避免雙重徵稅協定進行了談判，並取得了進展。

## 旅游和签证

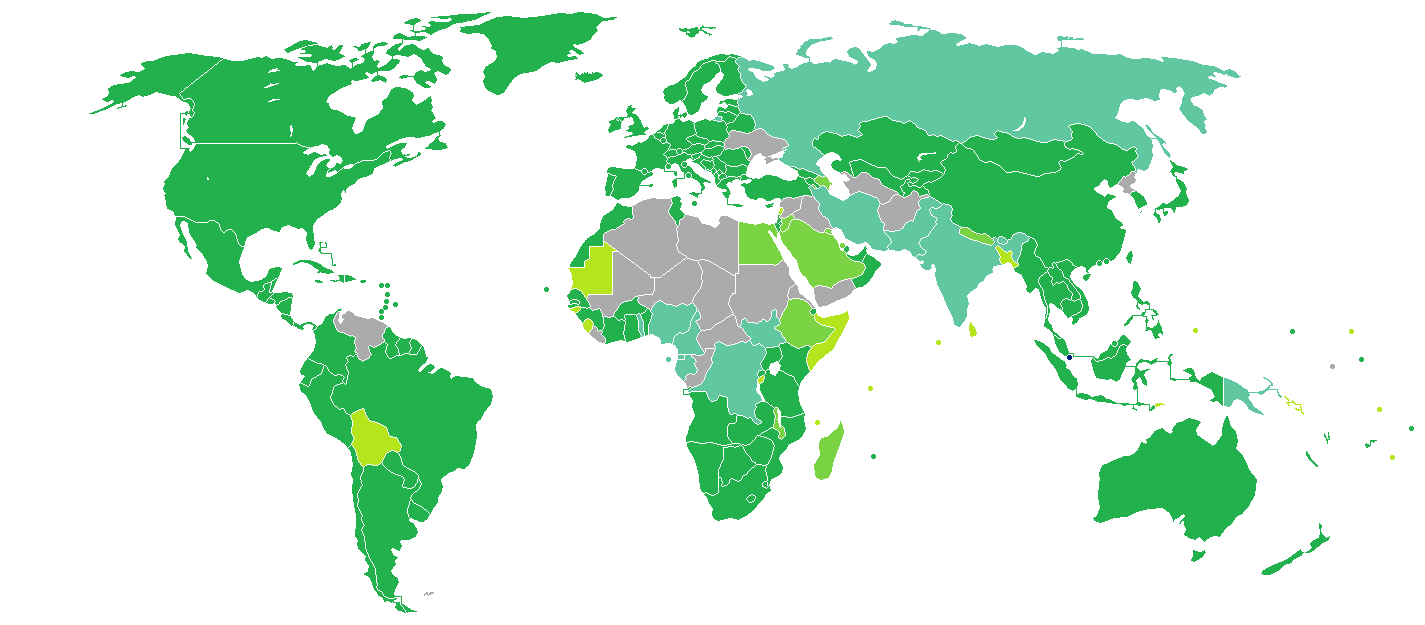
持新加坡護照的新加坡公民可以免簽證的方式入境智利。

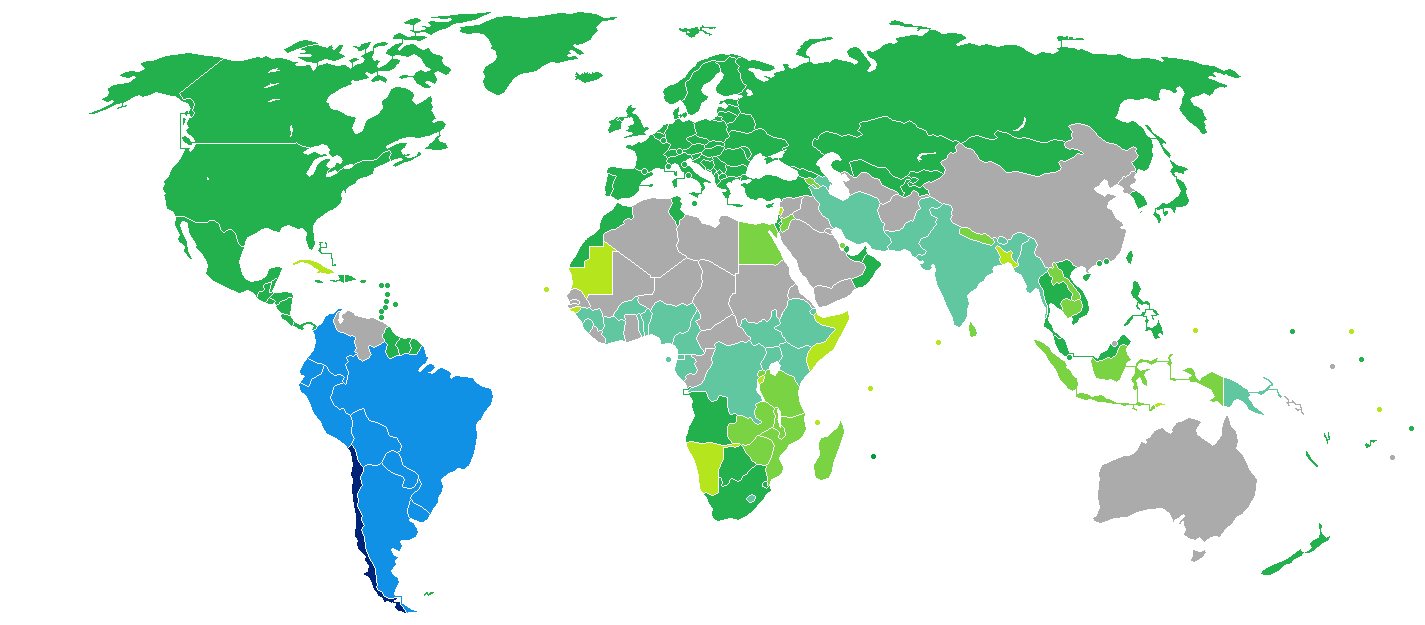
持智利護照的智利人口可以免簽證的方式入境新加坡。

持智利護照的智利公民公民可以免簽入境新加坡30天，但護照有效期需在6个月以上，並需出示续程或回程的機票等。
持新加坡護照的新加坡公民也可以免簽證的方式入境智利，停留不超過30天。